# تاکفوسا کوبو
تاکِفوسا کوبو (انگلیسی: Takefusa Kubo؛ زادهٔ ۴ ژوئن ۲۰۰۱) بازیکن فوتبال اهل ژاپن است که در پست وینگر برای باشگاه فوتبال رئال سوسیداد و تیم ملی فوتبال ژاپن بازی می‌کند. .

## عملکرد باشگاهی

### مایورکا
وی توسط رئال مادرید با قراردادی یک ساله ۲۰۱۹–۲۰۲۰ قرضی به مایورکا پیوست.

### رئال مادرید
کوبو در سال ۲۰۱۹ با قراردادی به رئال مادرید پیوست.

## آمار ملی

### بازی‌های ملی
تا تاریخ ۳ فوریه ۲۰۲۴
| ژاپن  | ژاپن | ژاپن | ژاپن   |
| سال   | بازی | گل   | پاس گل |
| ----- | ---- | ---- | ------ |
| ۲۰۱۹  | ۷    | ۰    | ۰      |
| ۲۰۲۰  | ۴    | ۰    | ۰      |
| ۲۰۲۱  | ۲    | ۰    | ۰      |
| ۲۰۲۲  | ۹    | ۱    | ۰      |
| ۲۰۲۳  | ۷    | ۲    | ۶      |
| ۲۰۲۴  | ۵    | ۱    | ۱      |
| مجموع | ۳۴   | ۴    | ۷      |

### گل‌های ملی
| شماره | تاریخ          | میزبان | بازی ملی | حریف       | نتیجه | رقابت                  |
| ----- | -------------- | ------ | -------- | ---------- | ----- | ---------------------- |
| ۱     | ۱۰ ژوئن ۲۰۲    | کوبه   | ۱۷       | غنا        | ۴–۱   | جام کیرین ۲۰۲۲         |
| ۲     | ۱۵ ژوئن ۲۰۲۳   | تویوتا | ۲۴       | السالوادور | ۶–۰   | جام کیرین ۲۰۲۳         |
| ۳     | ۲۱ نوامبر ۲۰۲۳ | جده    | ۲۹       | سوریه      | ۵–۰   | مقدماتی جام جهانی ۲۰۲۶ |
| ۴     | ۳۱ ژانویه ۲۰۲۴ | دوحه   | ۳۳       | بحرین      | ۳–۱   | جام ملت‌های آسیا ۲۰۲۳   |

## آمار باشگاهی
تا تاریخ ۲ دسامبر ۲۰۲۳
| باشگاه            | فصل            | لیگ            | لیگ  | لیگ | جام حذفی | جام حذفی | قاره‌ای | قاره‌ای | دیگر | دیگر | کل   | کل |
| باشگاه            | فصل            | سطح            | بازی | گل  | بازی     | گل       | بازی   | گل     | بازی | گل   | بازی | گل |
| ----------------- | -------------- | -------------- | ---- | --- | -------- | -------- | ------ | ------ | ---- | ---- | ---- | -- |
| توکیو             | ۲۰۱۷           | جی لیگ         | ۲    | ۰   | ۰        | ۰        | ۰      | ۰      | ۲    | ۰    | ۴    | ۰  |
| توکیو             | ۲۰۱۸           | جی لیگ         | ۴    | ۰   | ۰        | ۰        | ۰      | ۰      | ۶    | ۱    | ۱۰   | ۱  |
| توکیو             | ۲۰۱۹           | جی لیگ         | ۱۳   | ۴   | ۰        | ۰        | ۰      | ۰      | ۳    | ۱    | ۱۶   | ۵  |
| مجموع توکیو       | مجموع توکیو    | مجموع توکیو    | ۱۹   | ۴   | ۰        | ۰        | ۰      | ۰      | ۱۱   | ۲    | ۳۰   | ۶  |
| یوکوهاما مورینووس | ۲۰۱۸           | جی لیگ         | ۵    | ۱   | ۱        | ۰        | ۰      | ۰      | ۰    | ۰    | ۶    | ۱  |
| مجموع یوکوهاما    | مجموع یوکوهاما | مجموع یوکوهاما | ۵    | ۱   | ۱        | ۰        | ۰      | ۰      | ۰    | ۰    | ۶    | ۱  |
| مایورکا           | ۲۰۱۹–۲۰۲۰      | لالیگا         | ۳۵   | ۴   | ۱        | ۰        | ۰      | ۰      | ۰    | ۰    | ۳۶   | ۴  |
| ویارئال           | ۲۰۲۰–۲۰۲۱      | لالیگا         | ۱۳   | ۰   | ۱        | ۰        | ۵      | ۱      | ۰    | ۰    | ۱۸   | ۱  |
| ختافه             | ۲۰۲۰–۲۰۲۱      | لالیگا         | ۱۸   | ۱   | ۰        | ۰        | ۰      | ۰      | ۰    | ۰    | ۱۸   | ۱  |
| مایورکا           | ۲۰۲۱–۲۰۲۲      | لالیگا         | ۲۸   | ۱   | ۳        | ۱        | ۰      | ۰      | ۰    | ۰    | ۳۱   | ۲  |
| مجموع مایورکا     | مجموع مایورکا  | مجموع مایورکا  | ۶۳   | ۵   | ۴        | ۱        | ۰      | ۰      | ۰    | ۰    | ۶۷   | ۵  |
| رئال سوسیداد      | ۲۰۲۲–۲۰۲۳      | لالیگا         | ۳۵   | ۹   | ۲        | ۰        | ۷      | ۰      | ۰    | ۰    | ۴۴   | ۹  |
| رئال سوسیداد      | ۲۰۲۳–۲۰۲۴      | لالیگا         | ۱۴   | ۵   | ۰        | ۰        | ۵      | ۰      | ۰    | ۰    | ۱۹   | ۵  |
| مجموع آمار        | مجموع آمار     | مجموع آمار     | ۱۶۷  | ۲۵  | ۸        | ۱        | ۱۷     | ۱      | ۱۱   | ۲    | ۲۰۳  | ۲۹ |